# 中村優樹
中村 優樹（なかむら ゆうき、1993年3月20日 - ）は、トップウェストAJR西日本レイラーズに所属するラグビー選手。

## プロフィール
- 奈良県出身[1]。
- ポジションはフッカー(HO)。
- 身長 175cm、体重 97kg
- 好きな女性は持田香織、檀れい[2]。

## 来歴
立命館宇治高校、立命館大学を経て、2015年、JR西日本レイラーズに加入。
2017年、JR西日本レイラーズ退団後。クリーブ、ホークスベイRGAを経て、NTTドコモレッドハリケーンズに加入。
2018年、JR西日本レイラーズに再加入。